# آنتونی هوروویتس
آنتونی هورویتس (به انگلیسی: Anthony Horowitz) (زاده ۵ آوریل ۱۹۵۶) نویسندهٔ انگلیسی ادبیات جنایی، کارآگاهی، گونهٔ وحشت و تخیلی است. او بیشتر به نوشتن رمان‌های نوجوانان می‌پردازد.

## زندگی و حرفه
شاید بتوان گفت زندگی آنتونی هوروویتس از داستان‌های چارلز دیکنز یا برادران گریم برگرفته شده‌است. در سال ۱۹۵۶، هوروویتس در خانواده‌ای یهودی در استن‌مور، میدل‌سکس انگلستان به‌دنیا آمد. پدرش بازرگان ثروتمندی بود که برای نخست‌وزیر هارولد ویلسون کار می‌کرد. او با دانستن این‌که ممکن است ورشکسته شود، حساب‌های بانکی‌اش را با نامی مستعار، به بانک دیگری انتقال داد و چندی بعد درگذشت. با وجود تلاش‌های بسیار، خانوادهٔ وی هرگز نتوانست پول را پیدا کند.
وقتی هوروویتس کودک بود، مادرش -که او همیشه ستایش‌اش می‌کند- کتاب‌های فرانکنشتاین و دراکولا را به او معرفی کرد و در سیزده سالگی نیز، یک جمجمهٔ انسان به‌عنوان هدیهٔ تولد به او داد.
مادربزرگش، زنی بدذات بود که تأثیر بدی بر زندگی وی گذاشت. چنان‌که خود هوروویتس می‌گوید: «او حقیقتاً آدمی شیطانی بود.»
در هشت سالگی، هوروویتس را به یک مدرسهٔ شبانه‌روزی فرستادند و او آن‌جا بزرگ شد. آن‌طور که خودش می‌گوید، مدرسه بسیار وحشتناک بود و مدیرش، بچه‌ها را آن‌قدر شلاق می‌زد تا بدن‌شان تاول بزند.
آنتونی هوروویتس نوشتن را از ۸ سالگی و به‌طور حرفه‌ای از ۲۳ سالگی شروع کرد. او می‌گوید: «تنها زمانی که کاملاً احساس خوش‌حالی می‌کنم، وقتی است که دارم می‌نویسم.»
اولین کتاب وی، با نام «راز شوم فردریک ک. باور - The Sinister Secret of Frederick K Bower»، یک طنز ماجرایی برای کودکان بود که در سال ۱۹۷۹ به چاپ رسید و بعداً تحت عنوان Enter Frederick K Bower تجدید چاپ شد. دومین رمان او «میشا، جادوگر و طلسم اسرارآمیز» نام داشت که در سال ۱۹۸۱ منتشر شد. اولین مجموعهٔ داستانی او، سری «ستارهٔ پنج‌پر» بود که هیچ‌وقت آن را کامل نکرد.
او هم‌چنین در نوشتن در زمینهٔ شخصیت‌های افسانه‌ای نیز فعالیت داشته‌است. وی با هم‌کاری ریچارد کارپنتر، چند قسمت از مجموعهٔ تلویزیونی رابین هود را نوشت و در سال ۱۹۸۱ سه قسمت از این مجموعهٔ تلویزیونی را برای کودکان نوشت و به چاپ رساند.
به سال ۱۹۸۸ کتاب «گروشام گرینج» منتشر شد که سال ۱۹۸۹ جایزهٔ کتاب کودکان لانکاشیر را از آن خود کرد. گروشام گرینج داستان دیوید الیوت ۱۳ ساله‌است که با توجه به افسانهٔ «هفتمین فرزندِ هفتمین فرزند بودن»، جادوگر محسوب می‌شود (در غرب افسانه‌ای هست که می‌گوید اگر کسی هفتمین فرزندِ هفتمین فرزند باشد، جادوگر می‌شود). مثل هوروویتس، کودکی دیوید نیز به بدی می‌گذرد.
موفقیت وی با انتشار کتاب «مالتیِ شاهین» (۱۹۸۶ - اولین جلد از سری «برادران دایمند») آغاز شد که فیلم تلویزیونی آن نیز با عنوان Just Ask For Diamond ساخته شد. تا به حال سری برادران دایمند در ۷ جلد ادامه پیدا کرده.
در دههٔ ۹۰، هوروویتس تعدادی رمان مستقل نوشت که شامل «مادربزرگ» (۱۹۹۴)، «ژانوس، ستارهٔ آرزو» (۱۹۹۶ - The Switch)، شیطان و پسرکش (۱۹۹۸) و «جام نحس» (۱۹۹۹) می‌شود. جام نحس در واقع ادامهٔ داستان گروشام گرینج است که به سال ۲۰۰۳ برای مشخص‌شدن ارتباط آن با گروشام گرینج، به «بازگشت به گروشام گرینج» تغییر نام یافت.
وی هم‌چنین کتاب «ترسناک‌های هوروویتس» (۱۹۹۹) و «ترسناک‌ترهای هوروویتس» (۲۰۰۰ – More Horowitz Horror) را نوشت که مجموعه‌ای از چند داستان کوتاه ترسناک‌اند. این دو کتاب، بعداً دوباره به‌صورت کتاب‌هایی که هرکدام دو یا سه تا از داستان‌های ترسناک هوروویتس را شامل می‌شدند، تحت عنوان «پاکت هوروویتس» منتشر شدند.

## آلکس رایدر
در سال ۲۰۰۰، هوروویتس نوشتن مجموعهٔ موفق «الکس رایدر» یا مأمور «دوصفر هیچ» را آغاز کرد که دربارهٔ نوجوانی ۱۴ ساله به نام آلکس رایدر است که برای سازمان جاسوسی MI6 کار می‌کند. این مجموعه را می‌توان به عنوان موفق‌ترین مجموعه آنتونی هوروویتس نام برد که دارای جایزه‌های معتبر بسیار زیادی است. (سال ۲۰۱۷) بیش از ۶۰۰ میلیون نسخه از این کتاب به فروش رسیده. از روی این کتاب مانند هری پاتر؛ توسط هالیوود فیلم ساخته شده که فیلمی بسیار جذاب و مهیج با نام توفان شکن (Storm Breaker) است. این کتاب در اروپا و آمریکا مانند هری پاتر پرطرفدار است.

## بقیه فعالیت‌ها
در سال ۲۰۰۵، هم‌زمان با انتشار کتاب‌های الکس رایدر (که تا به حال ۱۱ جلد از آن نوشته شده)، هوروویتس مجموعهٔ دیگری را با نام «قدرت پنج» آغاز کرد. می‌توان گفت قدرت پنج، نسخهٔ جدید و بازنویسی‌شدهٔ مجموعهٔ ستارهٔ پنج‌پر است که هرچند قرار بود پنج جلد باشد، تنها چهار جلد از آن نوشته شد.
وی کتاب طنزی هم با نام «شوخیِ کشنده» (۲۰۰۴ The Killing Joke) برای بزرگسالان نوشته‌است.
آنتونی هوروویتس در عرصهٔ سینما نیز فعالیت دارد. او تا به حال فیلم‌نامهٔ مجموعه‌های تلویزیونی از قبیل «جنگِ فویل» (Foyle's War) و هرکول پوآرو (از کتاب پوآرو آگاتا کریستی) را نوشته‌است.
وی اکنون با همسرش جیل گرین (تهیه‌کنندهٔ برنامه‌های تلویزیونی) و دو فرزندش نیکلاس و کاسیان، در لندن زندگی می‌کند. تمام خانواده درگیر حرفهٔ اوست. همسرش، تابه‌حال تهیه‌کنندهٔ چندین فیلم‌نامهٔ او (از جمله Foyle's War) بوده. پسرش کاسیان بازیگر است و در سه تا از نمایش‌های او حضور داشته. و پسر بزرگش نیکلاس، برای کمک به هوروویتس در نوشتن سری الکس رایدر، همه‌چیز را از جمله غواصی، اسکی روی برف و موج‌سواری امتحان کرده‌است!

## اقتباس‌های شرلوک هلمز
همچنین وی در سال ۲۰۱۱ بالاخره اولین اقتباس ادبی شرلوک هلمزش را با عنوان «خانه ابریشمی» منتشر کرد و با استقبال بسیار فراوانی روبرو شد و محبوبیت چشمگیری را در میان دوست داران ادبیات جنایی و شرلوک هلمز به دست آورد. این کتاب را می‌توان آن را به عنوان یکی از برترین اقتباسات ادبی شرلوک هلمز در تاریخ معرفی کرد. این کتاب توسط مریم رفیعی ترجمه و در انتشارات ایرانبان به چاپ رسید و تاکنون چهار مرتبه تجدید چاپ شده‌است.
سرانجام ۴ سال پس از انتشار خانه ابریشمی یعنی در سال ۲۰۱۵ آنتونی هوروویتس بار دیگر قلم به نوشتن اقتباس دیگری از هلمز برد و اینبار اثر زیبای «موریارتی» را خلق کرد. اگرچه شرلوک هلمز در این کتاب حضوری کمی دارد و بیشتر در رابطه با پروفسور موریارتی است اما این کتاب نیز از محبوبیت بسیاری بهره‌مند شد. در ایران نیز این کتاب توسط خانم مریم رفیعی ترجمه و در انتشارات ایرانبان به چاپ رسید.

## گروشام گرینج و هری پاتر
گفته شده که احتمالاً خانم رولینگ (نویسنده هری پاتر) از این کتاب الهام گرفته‌است و البته نامی از آنتونی هوروویتس ذکر نکرده‌است و آقای هوروویتس فقط در وب‌گاه رسمی‌اش به این موضوع اشاره کوچکی کرده‌است.

## فهرست کتاب‌ها
کتاب‌هایی که در ایران منتشر شده‌اند با ستاره علامت زده شده‌اند.

### گروشام گرینج
- گروشام گرینج و جام نحس* (Groosham Grange and the Unholy Grale – ۱۹۸۸ ، ۱۹۹۰)

### شرلوک هلمز
- خانه ابریشمی* (2011 - House of Silk)
- موریارتی* (2015 Moriarty)

### الکس رایدر
- موج مرگ* (Stormbreaker – ۲۰۰۰)
- مدرسهٔ شوم* (Point Blanc – ۲۰۰۱)
- گذرگاه اسکلت* (Skeleton Key – ۲۰۰۲)
- ضربهٔ عقاب* (Eagle Strike – ۲۰۰۳)
- الکس رایدر: سلاح مخفی (داستان کوتاه) (Alex Rider: Secret Weapon – ۲۰۰۳)
- عقرب* (Scorpia – ۲۰۰۴)
- فرشتهٔ بزرگ* (Ark Angel – ۲۰۰۵)
- سر مار* (Snakehead – ۲۰۰۷)
- اشک تمساح* (Crocodile Tears – ۲۰۰۹)
- بازگشت عقرب* (2011 - Scorpia Rising)
- رولت روسی (2013 - Russian Roulette)
- هرگز نگو مرگ (2017 - Never say Die)
- اسلحه مخفی (2019 - Secret Weapon)
- Nightshade 2020

### برادران دایمند
- شاهین مالتی* (The Falcon's Malteser – ۹۶/۱۹۸۶)
- دشمن اجتماع شمارهٔ دو* (Public Enemy Number Two – ۱۹۸۷)
- جنوب از جنوب غربی* (South By South East – ۲۰۰۱/۱۹۹۱)
- مرد تیره (The Blurred Man – ۲۰۰۳)
- شیرینی فرانسوی (The French Confection – ۲۰۰۳)
- چهارشنبهٔ مرگبار* (I Know What You Did Last Wednesday – ۲۰۰۳)
- یونانی‌ای که کریسمس را دزدید* (The Greek Who Stole Christmas – ۲۰۰۷)
- شعاع کوسهٔ گم‌شده – (The Radius of the Lost Shark – ۲۰۰۹)

### ستارهٔ پنج‌پر
- زنگ در خانهٔ شیطان (The Devil's Door-Bell – ۱۹۸۳)
- شب عقرب (The Night of the Scorpion – ۱۹۸۳)
- دژ نقره‌ای (The Silver Citadel – ۱۹۸۶)
- روز اژدها (Day of the Dragon – ۱۹۸۹)

### قدرت پنج
- دروازهٔ کلاغ* (Raven's Gate – ۲۰۰۵)
- ستارهٔ شیطانی* (Evil Star – ۲۰۰۶)
- شب سرمی‌زند* (Nightrise – ۲۰۰۷)
- نکروپولیس* (Necropolis – ۲۰۰۸)
- فراموشی* (2012 - Oblivion)

### سایر رمان‌ها
- ورود فردریک ک. باور (Enter Frederick K. Bower) – ۱۹۷۸
- راز شوم فردریک ک. باور (The Sinister Secret of Frederick K. Bower) – ۱۹۷۹
- میشا، جادوگر و طلسم اسرارآمیز (Misha, the Magician and the Mysterious Amulet) – ۱۹۸۱
- رابین ِ شروود: مرد کلاهدار (Robin of Sherwood: The Hooded Man) (با هم‌کاری ریچارد کارپنتر) – ۱۹۸۶
- ماجراجو (Adventurer) – ۱۹۸۷
- ماجراهای تازهٔ ویلیام تل (New Adventures of William Tell) – ۱۹۸۷
- دست به کار شدن (Starting Out) – ۱۹۹۰
- مادربزرگ* (Granny) – ۱۹۹۴
- ژانوس، ستارهٔ آرزو* (The Switch) – ۱۹۹۶
- شیطان و پسرکش* (The Devil and His Boy) – ۱۹۹۸
- نیمه‌عمر (Half-Life) ۲۰۰۱

### رمان بزرگسالان
- ویلیام س. (William S.) – ۱۹۹۹
- بازی ذهنی (Mindgame) – ۲۰۰۱
- شوخی کشنده (The Killing Joke) – ۲۰۰۴
- قتل‌های زاغ (The Magpie Murders) – ۲۰۰۶

### کلکسیون‌ها
- افسانه‌ها و اساطیر (Myths and Legends) – ۱۹۹۱
- ترسناک‌های هوروویتس (Horowitz Horror) – ۱۹۹۹
- ترسناک‌ترهای هوروویتس (More Horowitz Horror) – ۲۰۰۱
- سه تا از دایمندها (Three of Diamonds) – ۲۰۰۴
- خونین‌ترهای هوروویتس (More Bloody Horowitz) – در سال ۲۰۱۰ منتشر می‌شود.

### پاکت هوروویتس
- سوخته* (Burnt)
- ترس* (Scared)
- تلفن مردگان (The Phone Goes Dead)
- کلبهٔ نحس* (Twist Cottage)
- دوربین قاتل* (Killer Camera)
- اتوبوس شب‌رو* (Night Bus)

این مجموعه به‌طور کامل در ایران به چاپ نرسیده.**